# Latvijas Sieviešu basketbola līga
De Latvijas Sieviešu basketbola līga is de hoogste damesbasketbalcompetitie in het basketbalsysteem van Letland en wordt georganiseerd door de Letse basketbalbond.
De Latvijas Sieviešu basketbola līga werd in 1992 opgericht in opvolging van de competitie die in de SSR Estland werd gespeeld. Deze competitie verving in 1940 op zijn beurt de competitie die van 1924-1939 gespeeld werd in het onafhankelijke Letland voor de inname door de Sovjet-Unie. Momenteel bestaat de competitie uit acht clubs, die twee keer per jaar tegen elkaar uitkomen.